# S 2/5
S 2/5 – seria parowozów pospiesznych kolei bawarskich z 1904 roku, o układzie osi 2'B1'. Miały czterocylindrowy silnik sprzężony na parę nasyconą. Na kolejach niemieckich były zaliczone do serii 14¹.

## Historia
W 1904 roku fabryka Maffei z Monachium wyprodukowała 10 parowozów serii S 2/5 dla kolei bawarskich. Na kolejach otrzymały one numery 3001 do 3010. Seria S 2/5 oznaczała parowozy pospieszne (S) o 5 osiach, w tym 2 wiązanych (2/5).
Dla celów porównania z produkowanymi w tym czasie lokomotywami pospiesznymi serii S 3/5 o układzie osi 2'C, kocioł, silniki i mechanizm napędowy w obu typach był zbliżony do siebie. W celu osiągnięcia większych prędkości, rozmiar kół obu osi wiązanych sięgnął 2 metrów, przez co kocioł również musiał zostać podniesiony i jego środek znalazł się na wysokości 2865 mm. Drzwi do dymnicy otrzymały formę stożka, dla polepszenia aerodynamiki.
Po I wojnie światowej lokomotywy te przeszły na Koleje Niemieckie (DRG), zaliczone do serii 14¹ (wraz z palatynackimi P 3¹). Mimo początkowego planu przenumerowania wszystkich lokomotyw, ostatecznie w 1925 nowe numery otrzymało tylko pięć (14 141 do 14 145). Już w 1926 roku zostały jednak wycofane ze służby, wraz z większością innych lokomotyw z dwoma osiami napędnymi.